# 埃勃拉文书
埃勃拉文书（英語：Ebla tablets）是指在叙利亚埃勃拉古城中发现的约1800份刻有文字的完整粘土板和数千个碎片。在1974-75年间，意大利考古学家保罗·马蒂尔在古城宫殿遗址中的书架下发现了这些文档，当时它们还保存着原始的整理标签。文档的写成时间自公元前2500年起，到公元前2250年城市被毁为止。埃勃拉文书目前藏于叙利亚大马士革、阿勒颇等地。

## 语言
埃勃拉文书的内容包括两种语言：苏美尔语和用苏美尔楔形文字书写的当地语言。意大利语言学家乔凡尼·佩蒂纳托首先解读了文档的内容。他最初认为文档使用的当地语言即是希伯来语、亚拉米语的前身原始迦南语。进一步研究后，这种语言被确定为一种东闪米特语言，与阿卡德语紧密相关。佩蒂纳托将其命名为埃勃拉语。
使用苏美尔文字的埃勃拉语是目前发现的首个利用外来文字转写的语言。不同于苏美尔人，埃勃拉人不是表音、表意符号混用，而是简化了苏美尔文字，将其改为一种纯粹表音的文字体系，从而使阅读、书写更加简单。

## 发现
埃勃拉文书是在古城遗址“宫殿G”内部发现的。埃勃拉城被毁时，其宫殿一并被烧毁，此时这些文档正存放于宫殿的木质书架上。存放粘土板的房间共有两间，位于一间大厅两侧。其中一间存放官方的经济记录，另一间存放礼仪、文学档案，还有用来培养书记员的教学内容。经过火灾，被烘烤过的粘土板变硬，因此保存得更加持久。书架倒下后，粘土板基本保持了原来的顺序，从而令整理变得十分容易。

## 内容
埃勃拉文书为研究青铜时代早期的叙利亚历史提供了大量的资料。记载显示，叙利亚北部各城邦之间已建立起一个发达的贸易网络，埃勃拉城在其中具有经济贸易中心的地位。埃勃拉文档的主要内容包括经济记录，与其他邻近城市的政治、经济关系，以及城市的进出口管理记录。例如，文档中提到埃勃拉出产多种酒，其中一种被称为“埃勃拉”，与城市同名。
记载内容也包括埃勃拉城的国王世系，王室公告、法令和外交条约等。文档中有一份地理记录，其中记载的地名和阿布·萨拉比克考古遗址中发现的苏美尔人公元前2600年的记载相吻合。这些文档还第一次提到了现在仍在使用的“迦南”、“黎巴嫩”、“乌加里特”这些名字。文档中的文学内容有礼仪、颂诗、史诗、谚语等。
粘土板中有三份基础的苏美尔语－埃勃拉语词汇表，还有完全苏美尔语的词汇表，以及用埃勃拉语注音的苏美尔语档案，很可能是训练书记员的资料。此前，由于苏美尔语缺乏与其他语言的对比文献，其发音等语言学特征难以考证；埃勃拉粘土板中首次发现的苏美尔语词汇表，对当代学者研究有重要的意义。此外遗址中还发现有习字簿、专业用语表、草稿板等，这些材料为理解青铜时代早期叙利亚北部的教育方式提供了完整的考古资料。